# Конституція Ніуе
Конституція Ніуе — основний закон монархії Ніуе.
Текст Конституції англійською і ніуеанською мовами, що набрала чинності 19 жовтня 1974 року, міститься в законі «Про Конституцію Ніуе» 1974 року, в додатках № 1 і 2. Відповідно до статті 23 (4), тексти документа двома мовами мають однакову юридичну силу. Закон «Про Конституцію Ніуе», в якому міститься текст Конституції, є законом як для Нової Зеландії, так і Ніуе. При цьому для Ніуе Конституція є нормативно-правовим актом вищої юридичної сили, а для Нової Зеландії — статутом. Конституція встановлює монархічну форму правління з Вестмінстерської системою парламентаризма, схожою з тією, яка діє в Новій Зеландії Ніуе — самоврядне державне утворення у вільній асоціації з Новою Зеландією. Це передбачає самостійність Ніуе у вирішенні внутрішніх питань території, перебування в складі Королівства Нової Зеландії, очолюваного монархом Нової Зеландії королевою Єлизаветою II, і надання мешканцям Ніуе новозеландського громадянства. Нова Зеландія, зі свого боку, відповідає за оборону і зовнішню політику острова, а також надає Ніуе адміністративної та економічної підтримки.
Конституція Ніуе складається з 8 розділів і 82 статей та належить до «жорстких» конституцій, тобто для її зміни необхідно дотримуватися низки умов. Для внесення змін до тексту Конституції і закону «Про Конституцію Ніуе» 1974 потрібно прийняття закону, схваленого у другому і третьому читанні двома третинами від загальної кількості членів Законодавчої Асамблеї Ніуе.  Остаточне читання закону має проходити не менш, ніж через 13 тижнів після попереднього читання. Після прийняття закону Законодавчою Асамблеєю він повинен отримати схвалення на всенародному референдумі й отримати підтримку щонайменше дві третини від загального числа дійсних голосів виборців. Для зміни окремих розділів Конституції потрібне схвалення у формі простої більшості голосів. З огляду на те, що Конституція є «жорсткою», поправки до неї вносилися тільки один раз — 1992 року. Після схвалення Законодавчою Асамблеєю у травні 1992 року законопроєкту про внесення змін до Конституції, він був винесений на референдум. У ході голосування, яке пройшло в червні, взяло участь 86% виборців острова, з яких 67% підтримали зміну Конституції. Конституційні зміни вступили в силу в липні 1992 року.
Унаслідок зміни Конституції було створено Вищий суд Ніуе і Апеляційний суд Ніуе, що замінили відповідні новозеландські судові інстанції. Розпустився Земельний суд і Апеляційний суд з земельних питань; замість них з'явився Земельний відділ у складі Високого суду. Зміни також торкнулися виборчого права: для участі у виборах в ролі кандидата ввелась вимога мати новозеландське громадянство. Крім того, було скасовано статтю 31, згідно з якою для прийняття будь-якого законопроєкту, що стосувалося кримінального права і статусу людини, була потрібна письмова згода верховного судді (необхідно зазначити, що у складі Конституції Ніуе відсутній перелік основних прав і свобод людини, а також його обов'язків).